# نوفو هوريزونتي، باهيا
نوفو هوريزونتي، باهيا بلدية في ولاية باهيا في المنطقة الشمالية الشرقية من البرازيل.